# ویلا لیسیس
ویلا لیسیس (در ابتدا با نام لا گلوریِت و امروزه با عنوان ویلا فِرسِن)، عمارتی‌ست در جزیرهٔ کاپری ایتالیا که در ۱۹۰۵ به‌دست صنعتگر و شاعر فرانسوی، ژاک د آدلسوِرد-فرسن ساخته شد. این ویلا که «تقدیم‌شده به جوانیِ عشق»(به فرانسوی: dédiée à la jeunesse d'amour) بود، پناهگاه خودخواستهٔ فرسن از فرانسه پس از رسوایی جنسی‌ای مربوط به دانش‌آموزان پاریسی و اجرای تابلوی زنده (با بدن برهنه یا نیمه‌برهنه) به‌شمار می‌رفت.

## تاریخچه

### ساخت و ساز و سال‌های آغازین
فرسن در ۱۹۰۴ قطعه‌زمینی به وسعت ۱۲٬۰۰۰ متر مربع را به قیمت ۱۵٬۰۰۰ لیره از خانواده سالویا خریداری کرد. طراح این ویلا ناشناخته است؛ برای سال‌ها تصور می‌شد که هنرمند فرانسوی، ادوار شیمو، سازندهٔ آن باشد (زیرا پس از وقوع یک حادثه در محل ساخت، در جریان محاکمه درگیر شد)، اما بررسی‌های تازه از نامه‌های ژاک د آدلسوِرد-فرسن به شیمو نشان می‌دهد که طراحی بنا از او نبوده است. طراحی باغ پیرامون ویلا برعهدهٔ میمی روژرو بود که به‌افتخار الهه ونوس، درختان برگ‌بو و مورد را در آن کاشت.
ویلا با جزئیات در رمان تبعیدی در کاپری (۱۹۵۹) نوشتهٔ روژه پِیرفیت، که بازآفرینی تخیلی سال‌های اقامت فرسن در کاپری به‌همراه معشوقش نینو چزارینی است، توصیف شده است.

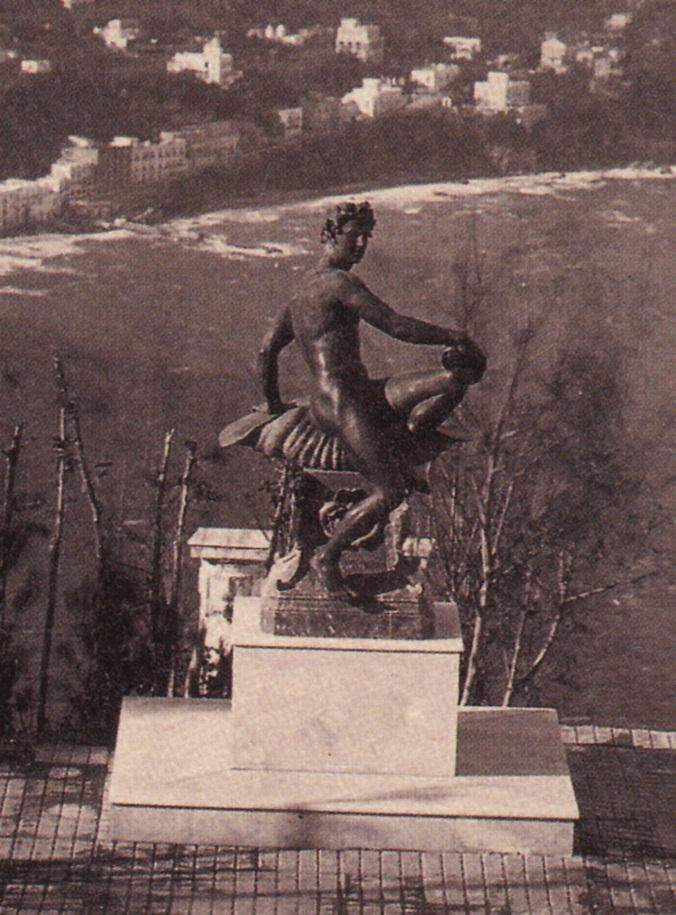
مجسمه نینو چزارینی در ویلا لیسیس

فرسن در جریان ساخت ویلا و در سفری به سری‌لانکا (با نام قدیم سیلان)، به تریاک معتاد شد (پِیرفیت می‌نویسد که یکی از کارگران در جریان ساخت کشته شد و فرسن برای فرونشاندن خشم محلی، به سفر رفت) و پس از جنگ جهانی اول، شروع به مصرف کوکائین کرد. او سرانجام در ۱۹۲۳ با مصرف بیش‌ازحد کوکائین دست به خودکشی زد.
پس از مرگ فرسن، ویلا ابتدا به خواهرش ژرمن رسید، ولی حق انتفاع آن به نینو چزارینی واگذار شد. نینو این حق را به مبلغ ۲۰۰٬۰۰۰ لیره به ژرمن فروخت و به رم نقل مکان کرد. ژرمن بعدها ویلا را به دخترش، کنتس کاستِلبیانکو بخشید. کنتس نیز ویلا را به میلیاردر فرانسوی، فلیکس مشولان، فروخت.

### سال‌های بعد
نگهداری از ویلا از سال ۱۹۳۴ متوقف شد و تا دههٔ ۱۹۸۰، عمارت عملاً به ویرانه‌ای بدل گشت. در ۱۹۸۹، وزارت میراث فرهنگی ایتالیا، این بنا را به‌عنوان بنای تاریخی به ثبت رساند. در دههٔ ۱۹۹۰، انجمن صندوق لیسیس (تاسیس‌شده در ۱۹۸۶ توسط مالک نگارخانه‌ای ناپلی به‌نام لوچو آمِلیو) و شهرداری کاپری، کار مرمت را آغاز کردند. معمار اهل توسکانی، مارچلو کوئیریکونی و زندگی‌نامه‌نویس فرسن، روژه پِیرفیت، نظارت این پروژه را بر عهده داشتند. همهٔ تزئینات گچی بنا، توسط آنتونیو سنزی، هنرمند اهل کاپری و نوهٔ سنزیِ اصلی (که در ساخت اولیهٔ ویلا مشارکت داشت) بازسازی شد.
در ۱۹۹۵، خانوادهٔ مشولان، ویلا را به وکیلی به‌نام مَنفرِدونیا فروختند و او نیز آن را در ۱۹۹۸ به یک تاجر آمریکایی با اصل‌ و نسب ایتالیایی به‌نام آرماندو کامپیونه واگذار کرد؛ اما کامپیونه هرگز در ویلا ساکن نشد و اندکی پس از خرید، در حادثه‌ای در تاهیتی درگذشت. سرانجام شهرداری کاپری در ژانویهٔ ۲۰۰۱، مالکیت ویلا را به‌دست گرفت.
پس از مرمت، ویلا لیسیس به‌روی گردشگران گشوده شد. این مکان قابلیت اجاره برای مناسبت‌های خاص را دارد و رویدادهای فرهنگی گوناگونی در آن برگزار شده‌اند، از جمله نمایشگاهی از عکس‌های ویلهلم فن گلودن در ۲۰۰۹. در مارس ۲۰۱۰، ویلا برای فروش گذاشته شد. در آگهی، مساحت آن ۴۵۰ متر مربع همراه با باغی به وسعت ۱۲٬۰۰۰ متر مربع ذکر شده بود.

## معماری و تزئینات داخلی
از لحاظ معماری، این ویلا ترکیبی از سبک آرت نوو و عناصر نئوکلاسیک است؛ سبکی که می‌توان آن را «نئوکلاسیک دِکادانت» نامید. کتیبهٔ لاتین معروفی که بالای پلکان جلویی نصب شده (AMORI ET DOLORI SACRVM، به‌معنای «قربانگاهی برای عشق و اندوه») بازتابی از نگاه رمانتیک فرسن به خویشتن است. این نوشته به‌دست نینو چزارینی در گوشهٔ شمال‌شرقی دیوار نصب شد. عنوان «لیسیس» اشاره‌ای‌ست به گفت‌وگوی افلاطونی «لیسیس» که دربارهٔ دوستی‌ست، و در خوانش امروزی ما، به عشق همجنس‌خواهانه نیز دلالت دارد.

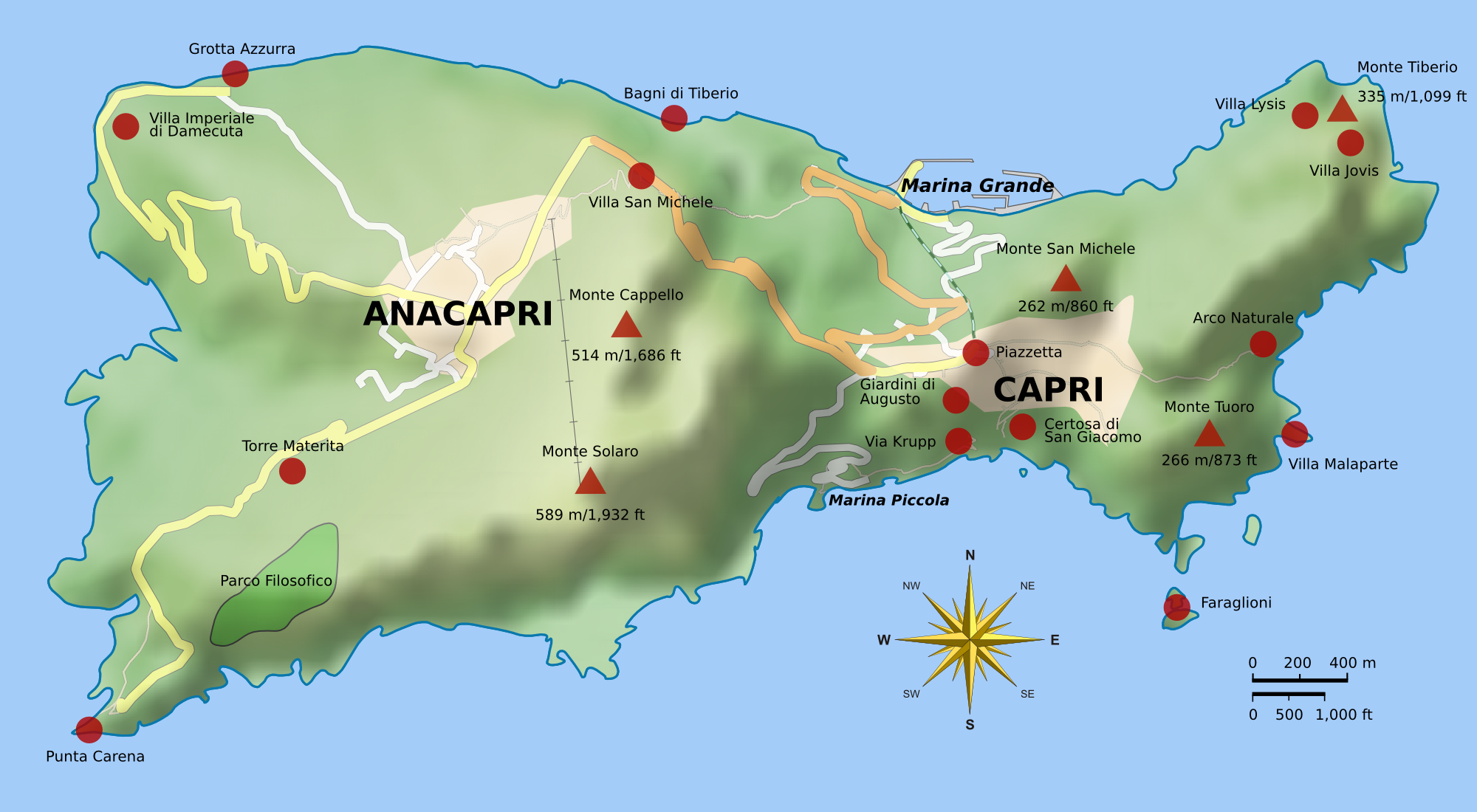
نقشه کاپری با ویلا لیسیس در گوشه شمال شرقی جزیره

در سرسرای ورودی، پلکانی از مرمر با نرده‌های آهنی کارشده، به طبقهٔ اول می‌رسد؛ جایی که اتاق‌خواب‌هایی با تراس‌هایی مشرف به منظره و نیز اتاق غذاخوری قرار دارد. اتاق بزرگ فرسن در طبقهٔ بالا و رو به شرق بود، با سه پنجره به‌سوی خلیج ناپل و سه پنجره به‌سوی کوه تیبر. نینو نیز اتاقی در طبقهٔ بالا داشت. در طبقهٔ همکف، تالاری با کاشی‌های آبی و سرامیک سفید وجود دارد که به سوی خلیج ناپل مشرف است. در زیرزمین، اتاقی برای استعمال تریاک وجود دارد که با عنوان «اتاق چینی» شناخته می‌شود.

## محوطه
باغ بزرگ اطراف ویلا از طریق پلکانی به بنای اصلی متصل می‌شود که به یک ایوان با ستون‌های ایونیک ختم می‌شود. ویرانه‌های ویلا یوویس، یکی از دوازده ویلای تیبریوس در کاپری، چند صد متر به سمت شرق-جنوب‌شرقی ویلا لیسیس واقع شده است.

## نگارخانه

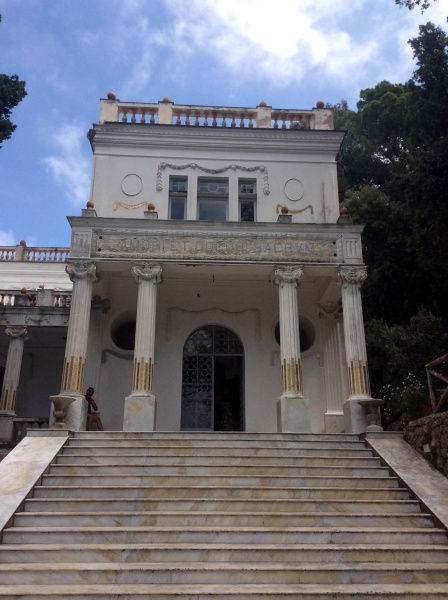
نمای ویلا لیسیس
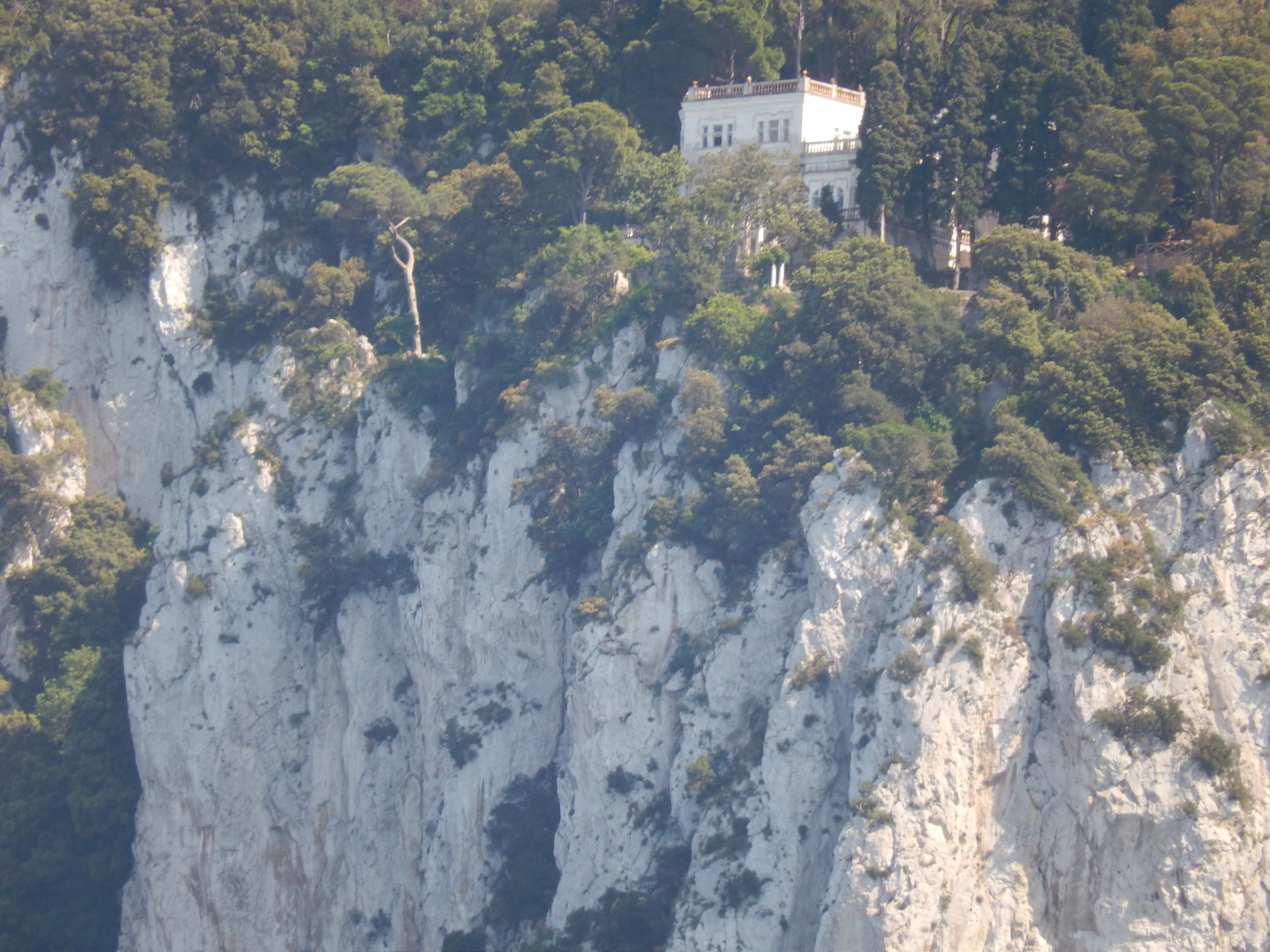
ویلا لیسیس روی صخره
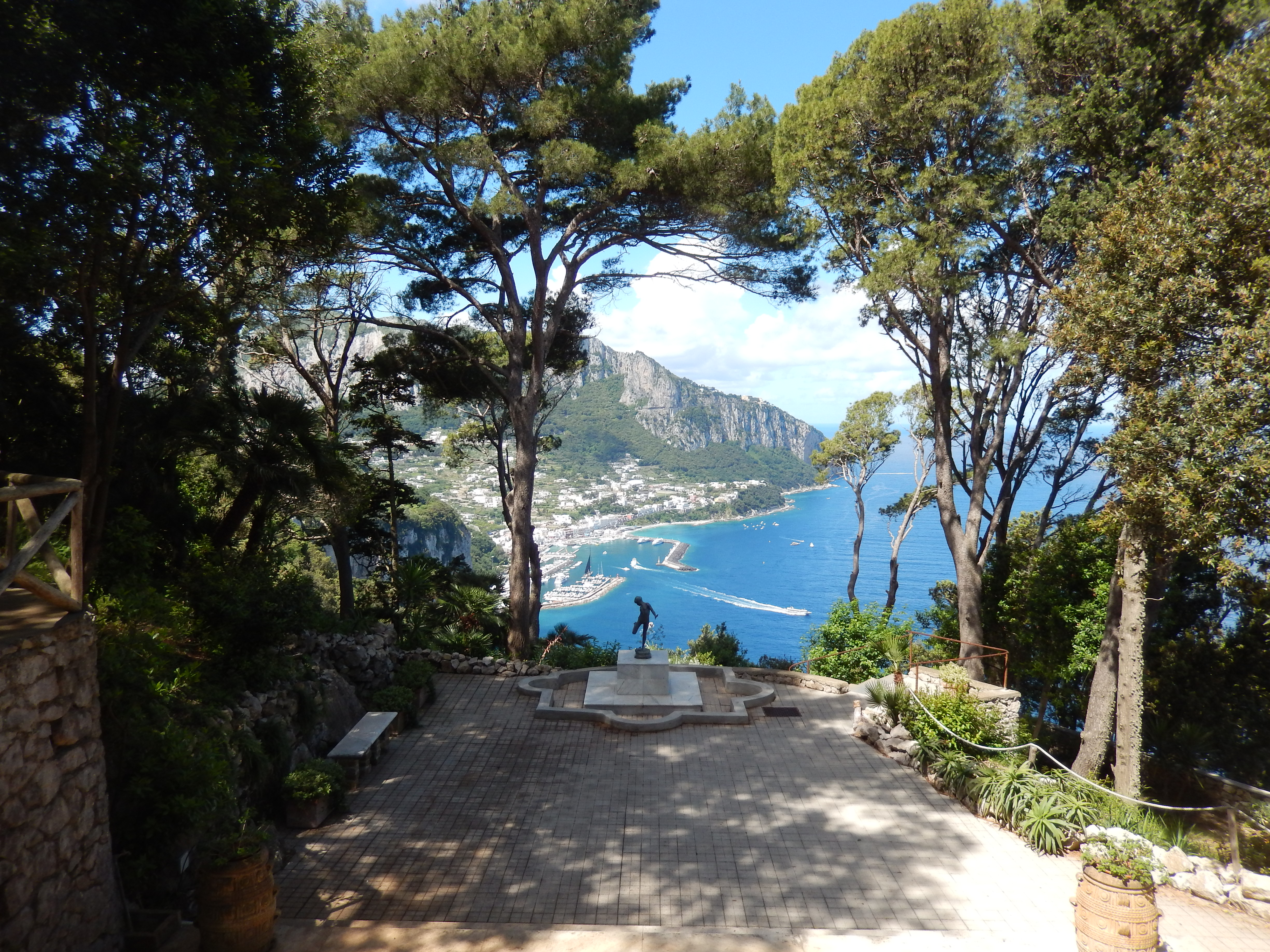
نمای کاپری از ایوان جلو
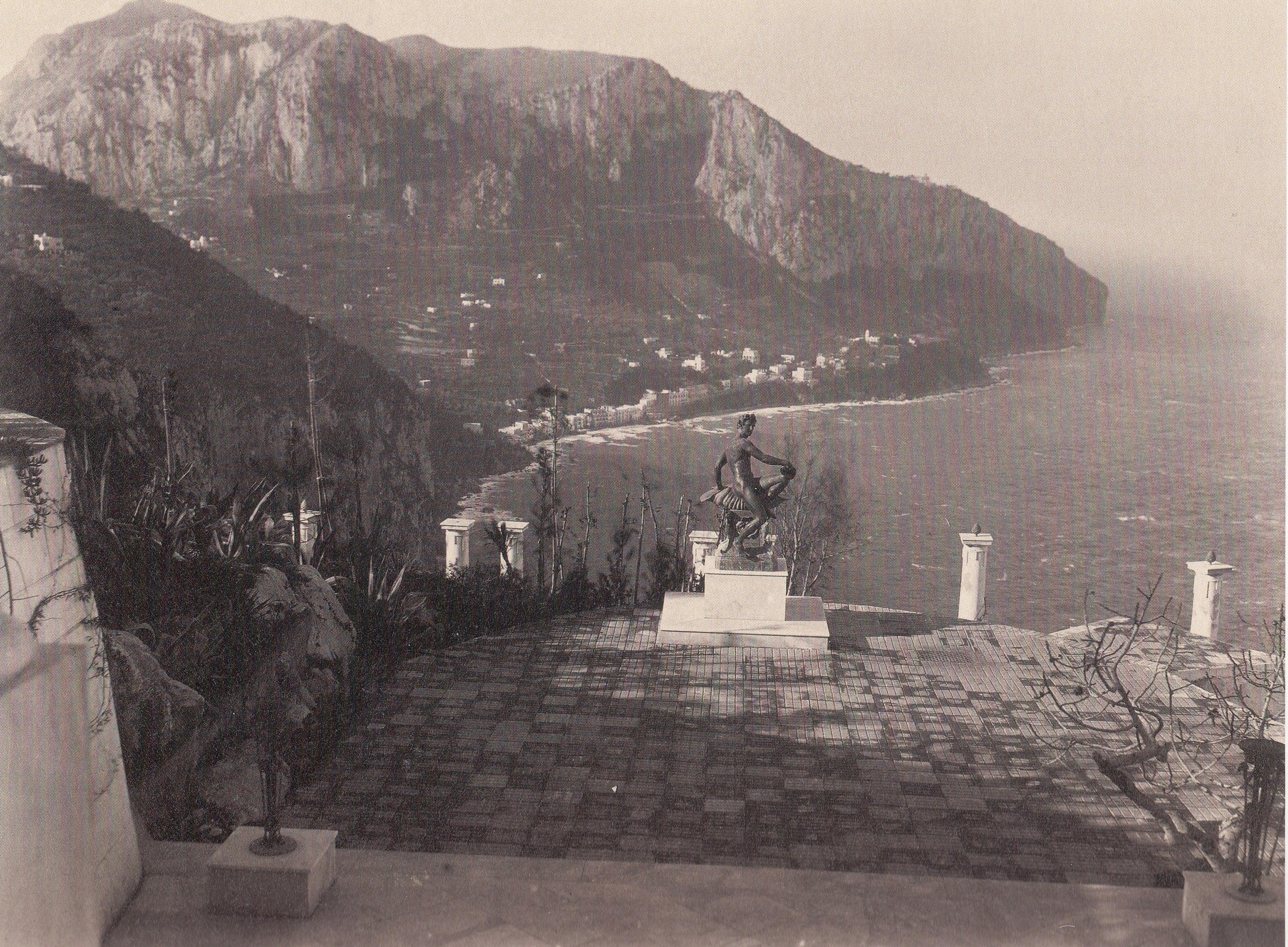
ویلا لیسیس، ویلهلم فون پلوشو
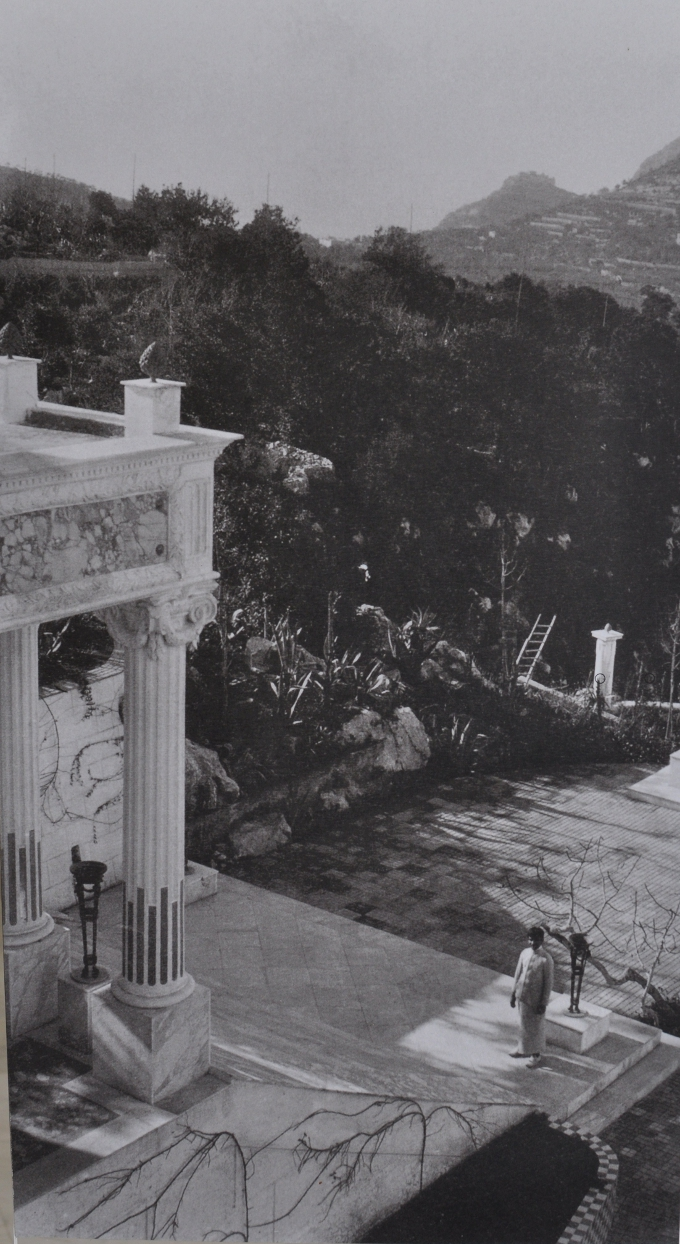
ویلا لیسیس، ویلهلم فون پلوشو
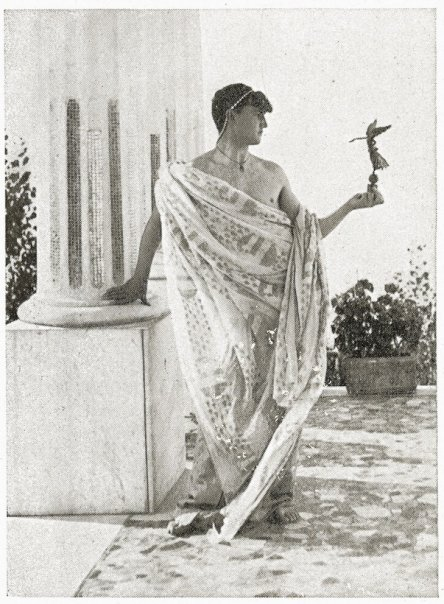
نینو چزارینی در کنار ستون ویلا لیسیس
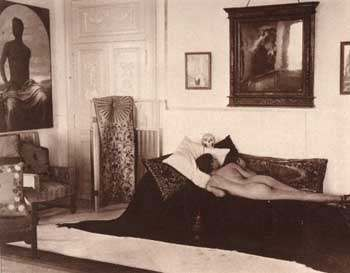
فضای داخلی ویلا لیسیس، نینو چزارینی در حال خوابیدن زیر پرتره خودش که توسط پل هوسر ، ویلهلم فون پلوشو نقاشی شده است.

1. ↑  "Villa Lysis". Retrieved 1 November 2013.
2. ↑  Della Corte, Annachiara (2016). Villa Lysis and Jacques Fersen. Cava de'Tirreni: Areablu Edizioni. p. 35. ISBN 978-88-98660-63-6.
3. ↑  Jean-Claude Féray & Raimondo Biffi – Ce que révèlent les lettres (1904–1908) de Jacques d’Adelswärd à Édouard Chimot. Inverses 2013. n° 13, pp. 88–103.
4. ↑  Della Corte, Annachiara (2016). Villa Lysis and Jacques Fersen. Cava de'Tirreni: Areablu Edizioni. p. 35. ISBN 978-88-98660-63-6.
5. ↑  Peyrefitte, Roger (1965). The Exile of Capri.
6. ↑  Aldrich, Robert (1993). The Seduction of the Mediterranean: Writing, Art and Homosexual Fantasy. pp. 129–130. ISBN 978-0-415-09312-5.
7. ↑  Della Corte, Annachiara (2016). Villa Lysis and Jacques Fersen. Cava de'Tirreni: Areablu Edizioni. p. 35. ISBN 978-88-98660-63-6.
8. ↑  Della Corte, Annachiara (2016). Villa Lysis and Jacques Fersen. Cava de'Tirreni: Areablu Edizioni. p. 35. ISBN 978-88-98660-63-6.
9. ↑  "Festival di fotografia a Villa Lysis" (به ایتالیایی). Fondazione Capri. Retrieved 1 April 2010.
10. ↑  "Property for Sale". Archived from the original on November 3, 2013. Retrieved March 31, 2010.
11. ↑  "√ Villa Fersen Lysis, Capri Luxury Villa with Pool for Sale in Capri, Naples". Archived from the original on September 23, 2009. Retrieved March 31, 2010.
12. ↑  Della Corte, Annachiara (2016). Villa Lysis and Jacques Fersen. Cava de'Tirreni: Areablu Edizioni. p. 35. ISBN 978-88-98660-63-6.